# Герб Голопристанського району
Герб  Голопристанського району — офіційний символ Голопристанського району, затверджений рішенням сесії районної ради.

## Опис
Щит перетятий срібною пониженою хвилястою балкою. На першому золотому полі сходить червоне сонце з широкими променями, на фоні якого пливе золота козацька чайка зі срібним вітрилом, а вгорі летить срібна чорноголова чайка. Нижняя частина лазурова. Щит увінчано золотою територіальною короною. З боків щит обрамлено золотим колоссям, обвитим виноградною лозою з гронами. Під щитом - вишитий рушник з написом "Голопристанський район".